# Bank Companie Nord

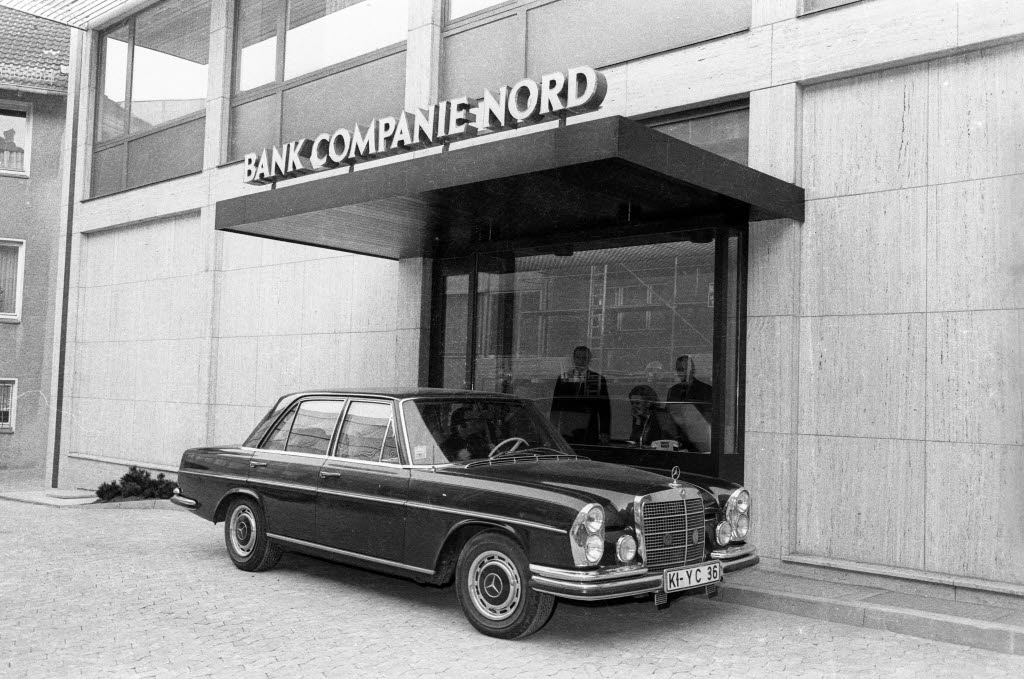
Autoschalter der Bank Companie Nord in Kiel, 1972

Die Bank Companie Nord AG (BCN) war eine deutsche Privatbank mit Sitz in Kiel.

## Geschichte
Das Geldinstitut wurde 1896 als Landschaftliche Bank Schleswig-Holstein gegründet, eine Tochtergesellschaft des Realkreditinstituts Schleswig-Holsteinische Landschaft (SHL, 2002 aufgegangen in der Deutschen Genossenschafts-Hypothekenbank).
1994 veräußerte die SHL die aufgrund vieler notleidender Kredite stark verschuldete BCN. Erwerber waren, zu je 50 %, einerseits der frühere Bundesverkehrsminister Günther Krause und andererseits die Landhandelskaufleute Peter und Alexander Rothe, Inhaber der Getreide AG. Krause übernahm zudem den Vorsitz im Aufsichtsrat, Otto Bernhardt die Geschäftsführung.
1997 beteiligte sich die luxemburgische Internationale de Participations bancaires et financières (Cipaf), der Finanzinvestmentzweig des Firmenkonglomerats General Mediterranean Holding (GMH) des irakischstämmigen britischen Milliardärs Nadhmi Auchi, an der BCN und übernahm die Kontrolle. Im Geschäftsjahr 2003 lag die Bilanzsumme bei 114 Millionen Euro. Mit Wirkung zum 11. Juni 2003 schloss der Bundesverband deutscher Banken das Kreditinstitut aus dem Einlagensicherungsfonds aus, weil Cipaf nur die BCN, nicht aber auch den in den Elf-Aquitaine-Skandal verwickelten Mutterkonzern einer Einlagensicherungsprüfung unterziehen lassen wollte. Seither stand die BCN zum Verkauf. Im Jahr 2006 wurde die Gesellschaft von einer Aktiengesellschaft in eine GmbH umgewandelt.
Geschäftsräume und ein Teil des Kundenstamms wurden schließlich 2007 von der dänischen Sydbank übernommen. Seit 2008 befindet sich die Bank Companie Nord GmbH in Liquidation.